# وسم عديد الهستيدين

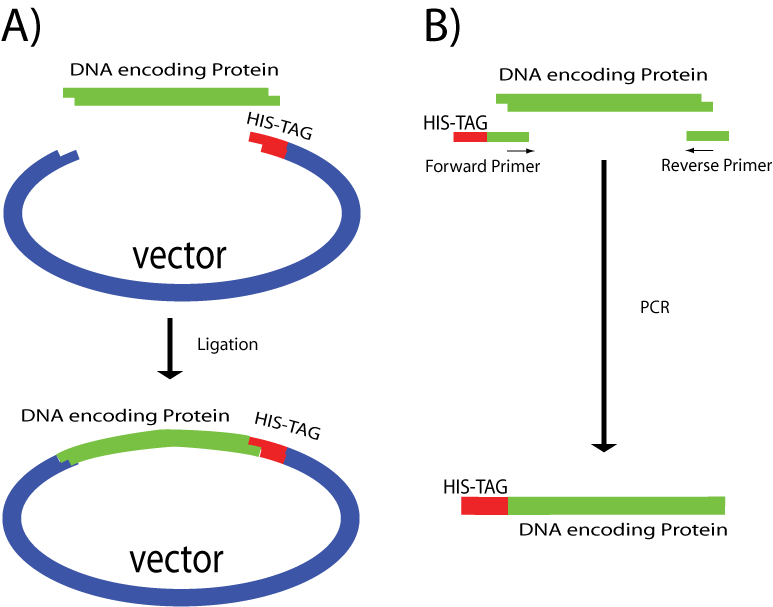
إضافة وسوم عديد الهستدين. (A) يُضاف وسم الهستيدين عبر إدراج الدنا المشفِّر للبروتين المستهدف في ناقل يحتوي على الوسم ومستعد للارتباط في النهاية الكربوكسيلية. (B) يضاف وسم الهستدين باستخدام مشرعات تحتوي على الوسم، وبعد القيام بعملية تفاعل البوليميراز المتسلسل يرتبط الوسم بالنهاية الأمينية للجين.

وسم عديد الهستيدين (بالإنجليزية: Polyhistidin-Tag)‏ هو نمط تسلسل بروتيني يتكون على الأقل من ستة وحدات هستدين (His) عادة في النهاية الأمينية أو الكربوكسيلية للبروتين. ويعرف كذلك بوسم الهستيدين السداسي، أو وسم-6xHis، أو تحت العلامة التجارية His-tag (المسجلة باسم مجموعة ميرك). ابتُكر الوسم بواسطة شركة روش،  ويُستخدم كثيرا من أجل تنقية البروتينات المعدلة جينيا بواسطة الهندسة الوراثية عبر الاستشراب الانجذابي.
يمكن استخدام الوسم من دون قيود من أجل البحث الأكاديمي، أما الاستخدام التجاري له يتطلب دفع عوائد الملكية الفكرية لروش. انقضت براءة الاختراع الأصلية في 11 فيفري 2003 وعليه فهو تحت الملكية العمومية الآن، وطلبات العوائد الحالية مبنية على مجموعة براءات حديثة وصغيرة المجال.
تتوفر سلاسل مناسبة من الوسم مجانا للاستخدام التجاري منها: MK(HQ)6 الذي يمكن استخدامه لتحسين التعبير لدى الإشريكية القولونية وفي نزع الوسوم. يمكن أن يختلف العدد الإجمالي لوحدات الهستيدين في الوسم، وسوم النهاية الأمينية أو الكربوكسيلية يمكن كذلك إتباعها ومعالجتها -على التوالي- بواسطة تسلسل أحماض أمينية مناسب يُسهِّل نرع وسم عديد الهستيدين باستخدام الببتيدازات الداخلية. هذا التسلسل الإضافي ليس ضروريا إن استُخدمت الببتيدازات الخارجية لإزالة وسوم الهستدين الخاصة بالنهاية الأمينية (كمثال: Qiagen TAGZyme). زيادة على ذلك، يمكن أن يَحُـلَّ قص الببتيداز الخارجي القص غير الدقيق الملاحظ عند استخدام نزع الوسم المعتمد على الببتيداز الداخلي.